# Gomphocarpus fruticosus
Gomphocarpus fruticosus – вид рослин родини барвінкові (Apocynaceae).

## Опис
Багаторічний чагарник. Досягає висоти від 0.5 до 1.5 м, у виняткових випадках до 3-х метрів. Має стрижневий корінь. Стебла сильно розгалужені, волохаті. Загострене пухнасте листя зелене з обох сторін, 4–12 см завдовжки і 0.3–0.8 см шириною. Суцвіття з'являються в пазухах верхніх листків і містять від чотирьох до семи, рідко до дванадцяти квітів. Сезон цвітіння триває з травня по вересень. Плоди у вигляді капсул з м'якими голками довжиною від 4 до 6 см.

## Поширення
Рідний ареал: Африка: Кенія; Уганда; Джибуті; Еритрея; Ефіопія; Сомалі; Судан; Ангола; Малаві; Мозамбік; Замбія; Зімбабве; Ботсвана; Лесото; Намібія; Південна Африка; Свазіленд. Аравійський півострів: Оман; Саудівська Аравія; Ємен. Натуралізований: Африка: Судан; Марокко; Кот-д'Івуар; Гвінея; Сенегал; Камерун; Мадагаскар; Маврикій; Реюньйон. Азія: Кіпр; Туреччина; Індія. Австралазія: Австралія; Нова Зеландія. Європа: Албанія; Хорватія; Греція; Італія; Франція; Португалія [вкл. Азорські острови, Мадейра]; Іспанія [вкл. Канарські острови]. Південна Америка: Венесуела; Перу. Культивується. Вид поширений у вологих піщаних місцях, на берегах річок або поблизу берега.

## Галерея

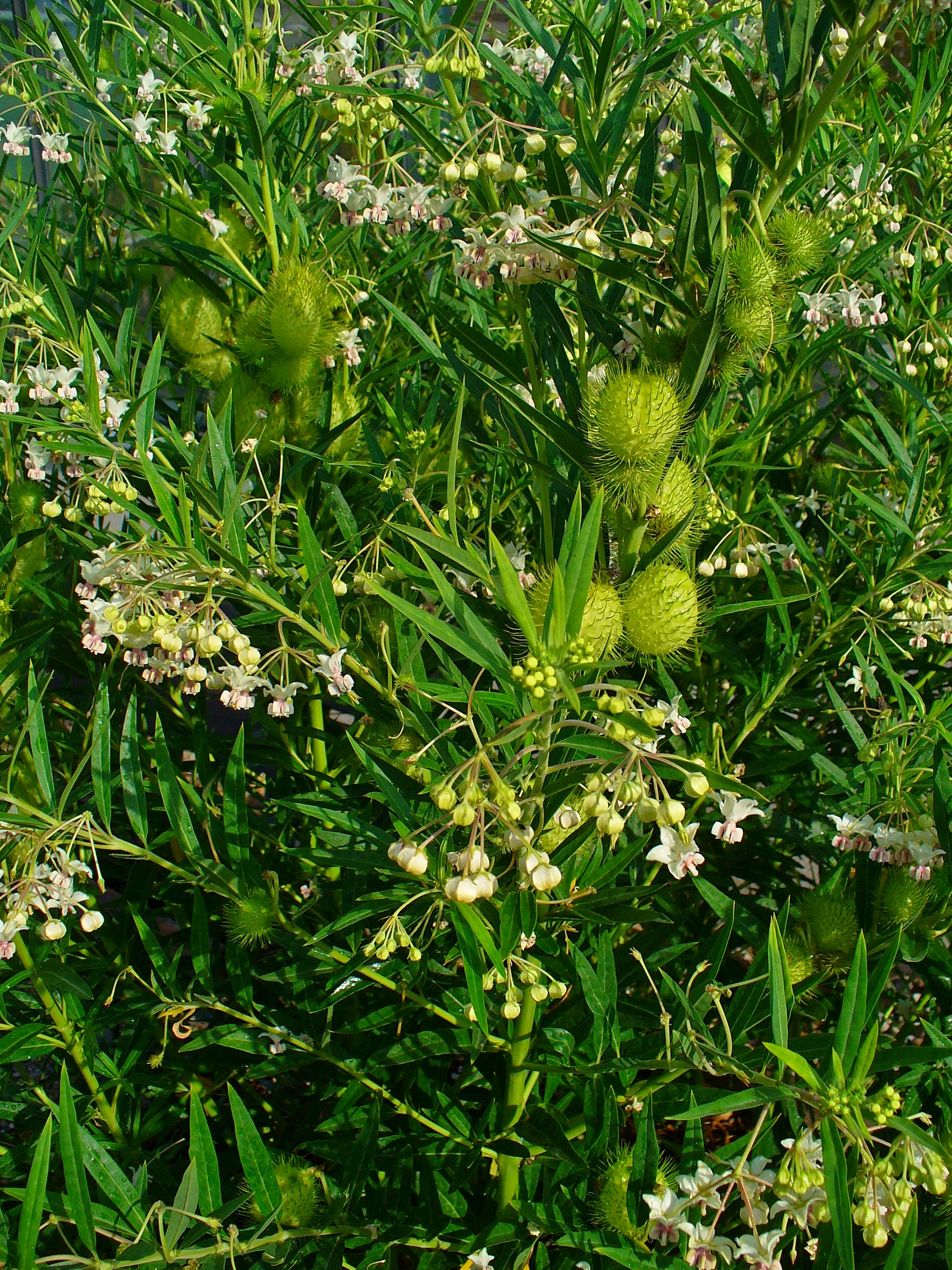
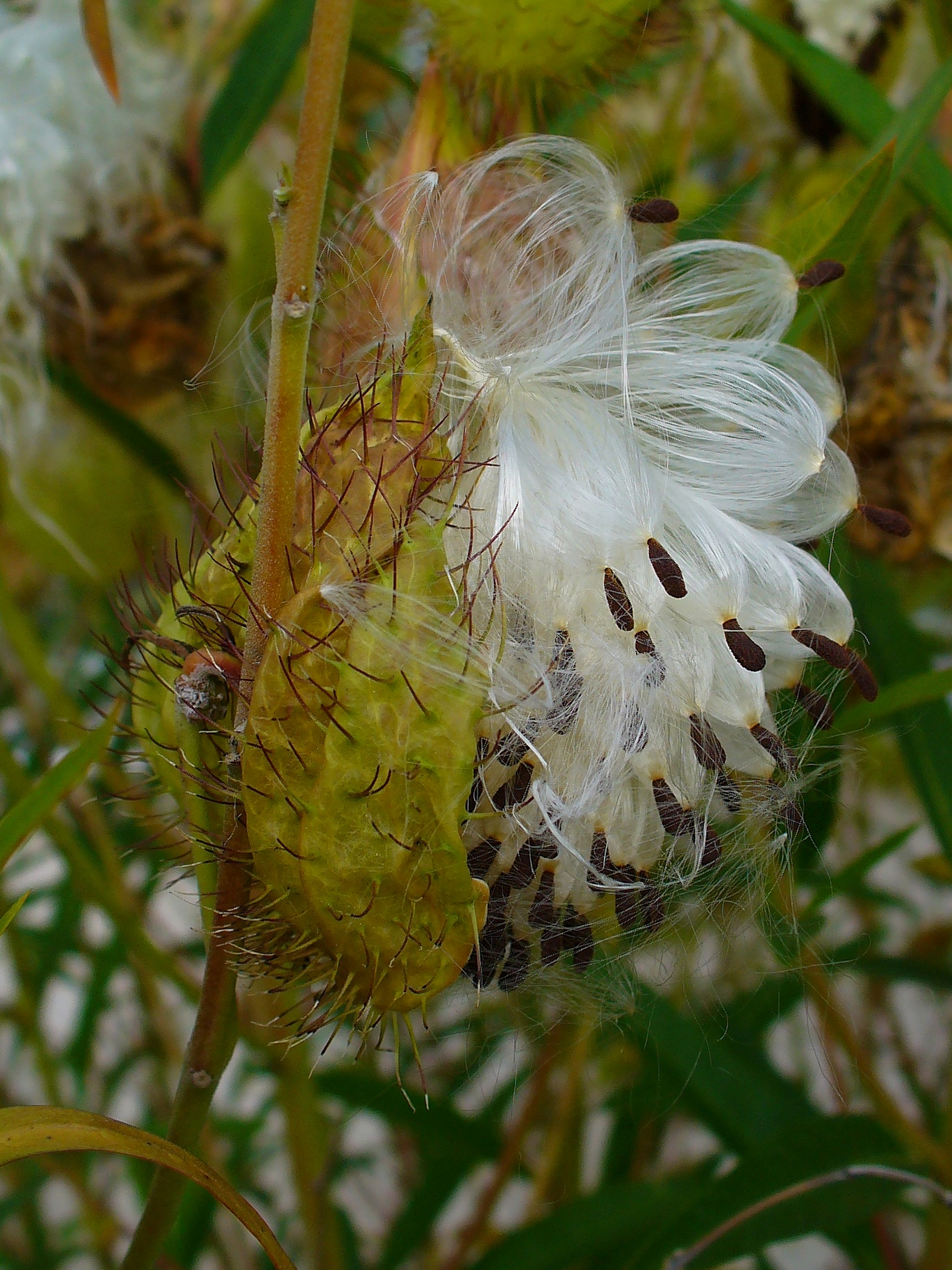
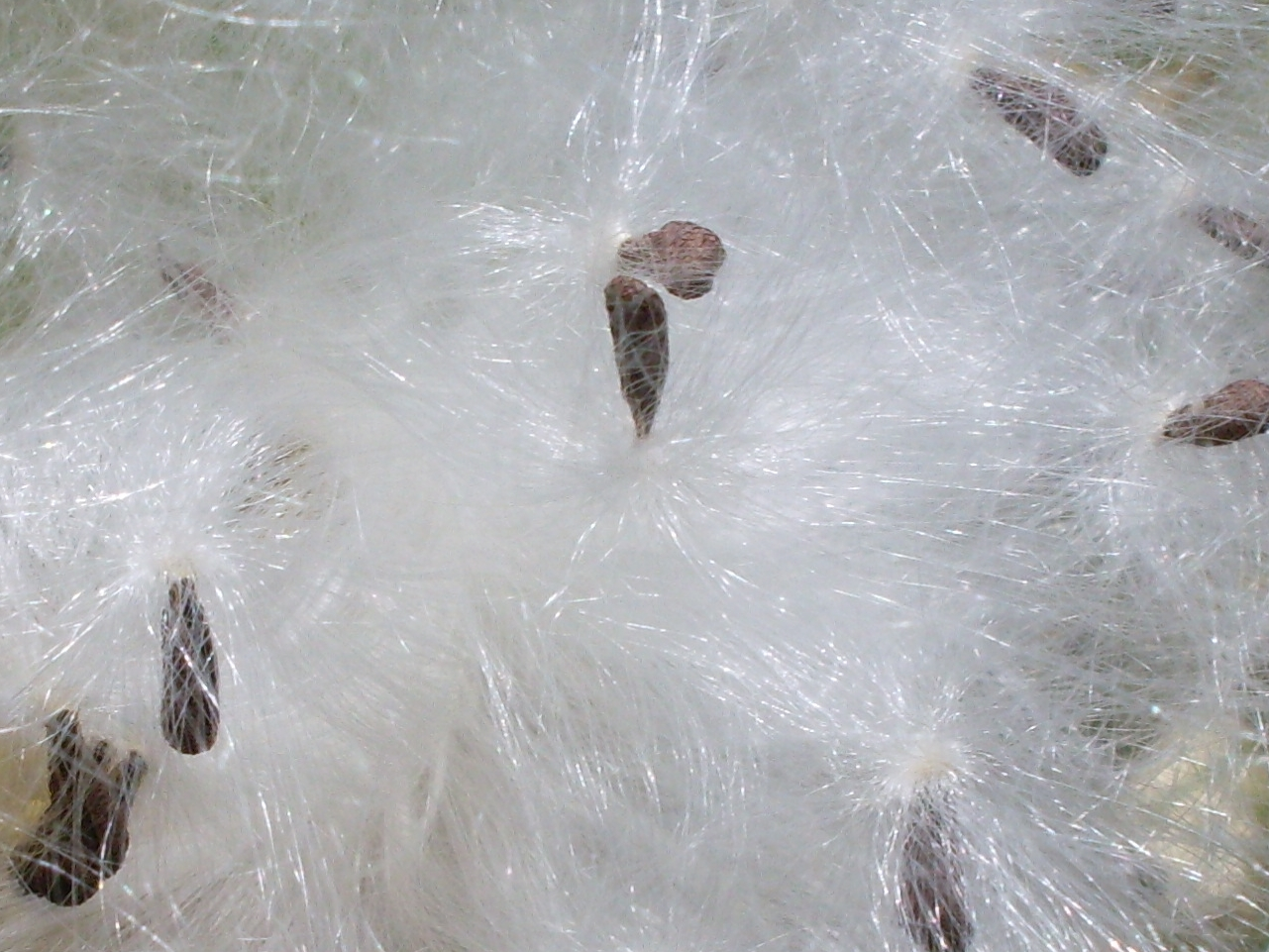